# Pabu
Pabu [paby] (bretonisch Pabu) ist eine französische Gemeinde mit 2.769 Einwohnern (Stand: 1. Januar 2022) im Département Côtes-d’Armor in der Region Bretagne. Sie gehört zum Arrondissement Guingamp und zum Kanton Guingamp. Die Einwohner werden Pabuais(es) genannt.

## Geographie
Die Gemeinde Pabu wird im Westen durch den Fluss Trieux, im Osten durch dessen Nebenfluss Frout begrenzt. Sie ist 24 Kilometer von der Ärmelkanalküste entfernt. Pabu ist zweigeteilt: Das eigentliche Dorf mit Rathaus und Kirche liegt drei Kilometer nördlich des Stadtzentrums von Guingamp; der Ortsteil Le Minguével grenzt direkt an Guingamp und ist mit der Stadt baulich zusammengewachsen. Umgeben wird Pabu von den Nachbargemeinden Pommerit-le-Vicomte im Nordosten, Saint-Agathon im Osten und Südosten, Guingamp im Süden, Plouisy im Westen und Trégonneau im Nordwesten.

## Bevölkerungsentwicklung
| Jahr                       | 1962 | 1968 | 1975 | 1982 | 1990 | 1999 | 2006 | 2012 | 2022 |
| -------------------------- | ---- | ---- | ---- | ---- | ---- | ---- | ---- | ---- | ---- |
| Einwohner                  | 1592 | 1739 | 2452 | 2871 | 2772 | 2675 | 2832 | 2799 | 2769 |
| Quellen: Cassini und INSEE |      |      |      |      |      |      |      |      |      |

## Sehenswürdigkeiten
- Kirche Saint-Tugdual, zwischen 1711 und 1762 entstanden, restauriert Mitte des 19. Jahrhunderts
- Kapelle Saint-Loup
- Schloss Munehorre erbaut im 15., umgebaut im 17. Jahrhundert, mit Kapelle und Taubenschlag, erbaut im 18. Jahrhundert auf Überresten des 16. Jahrhunderts
- Schloss Runevarec, erbaut auf den Resten eines früheren Herrenhauses im 19. Jahrhundert
- Ruine des Herrenhauses von Grand Kermin, vermutlich aus dem 18. Jahrhundert
- Ruine des Herrenhauses von Kerhuel
- Wasserturm
- alter Aquädukt von Guingamp
- Wassermühle von Kerhré

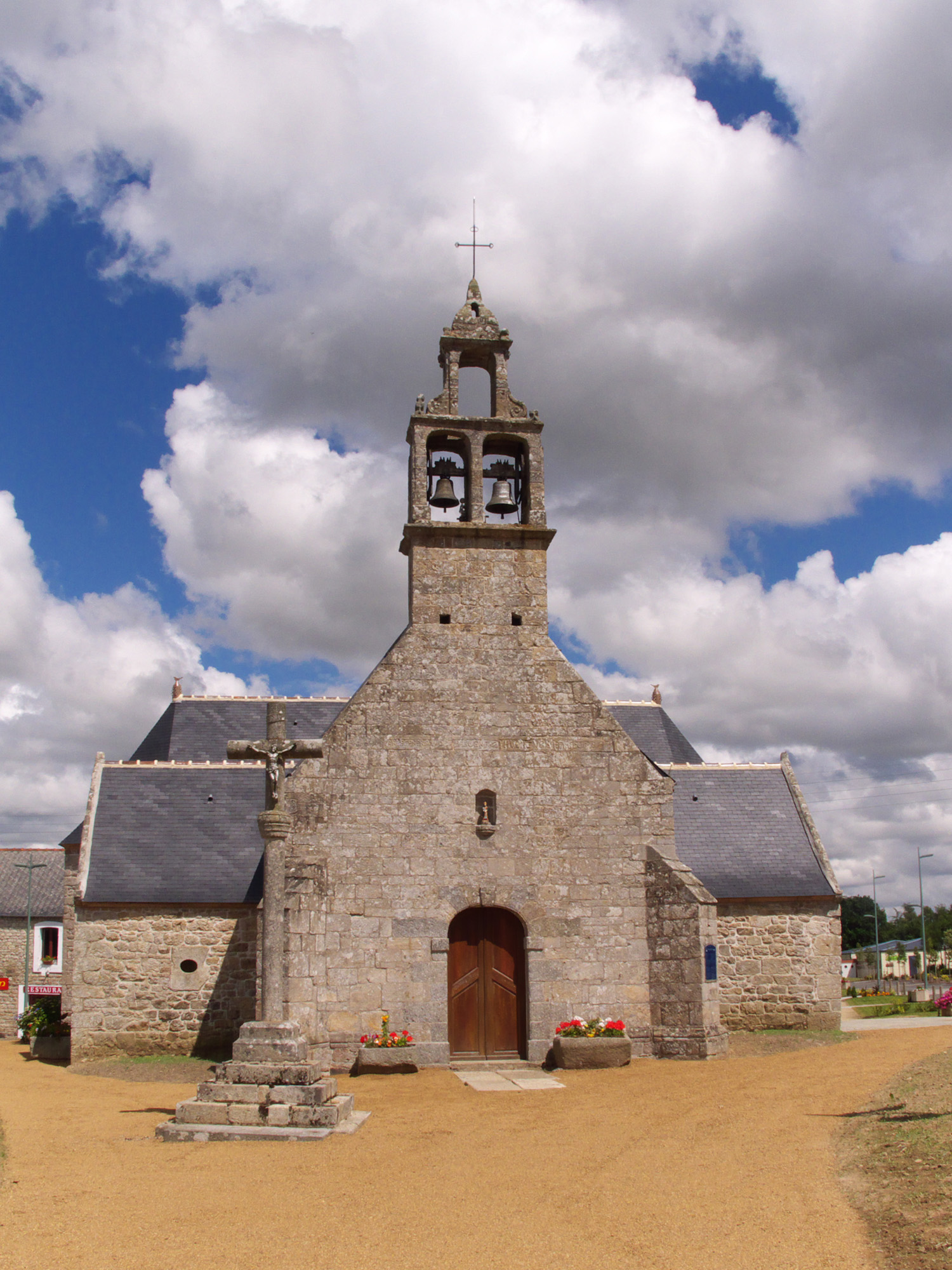
Kirche Saint-Tugdual
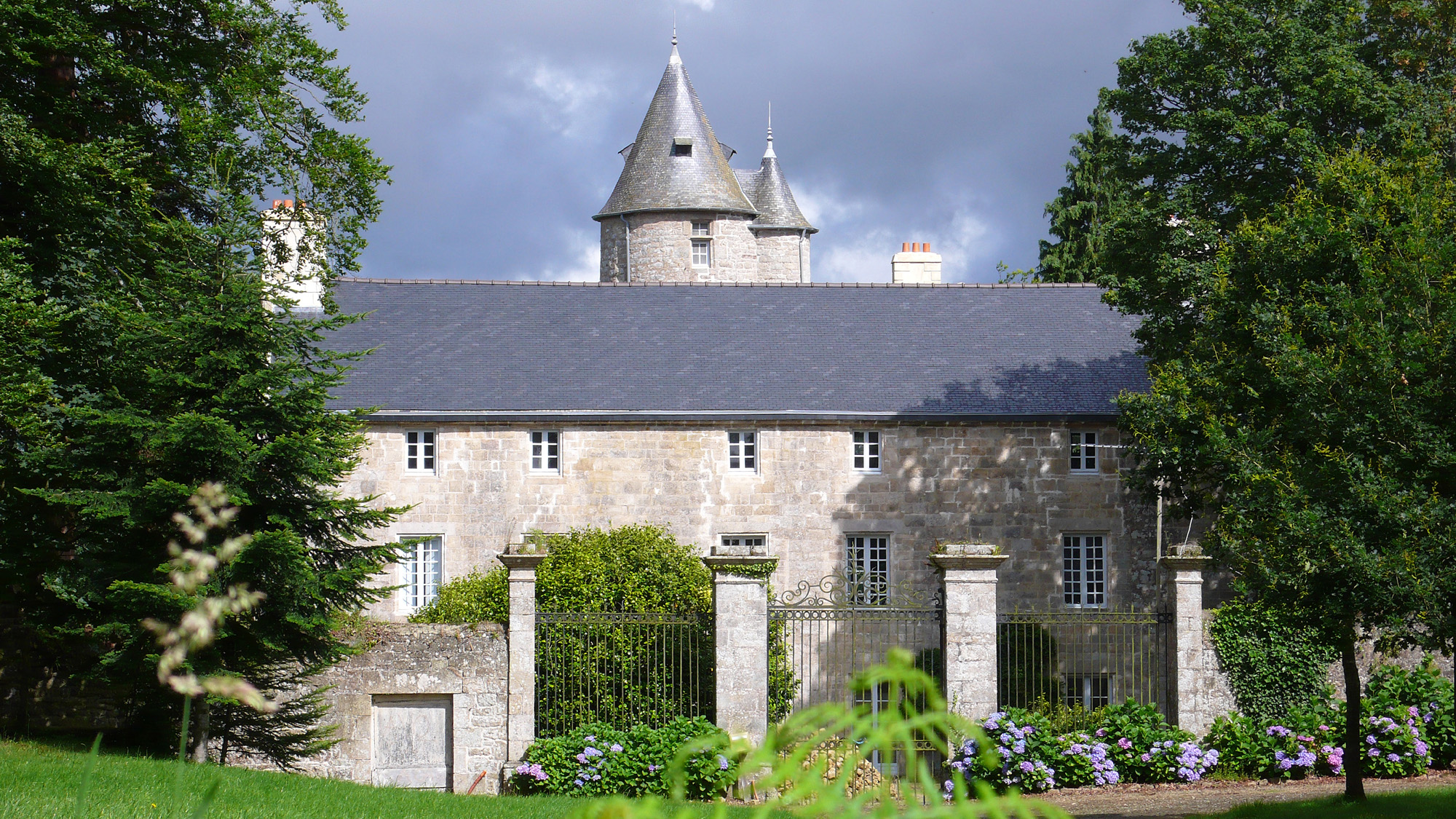
Schloss Munehorre
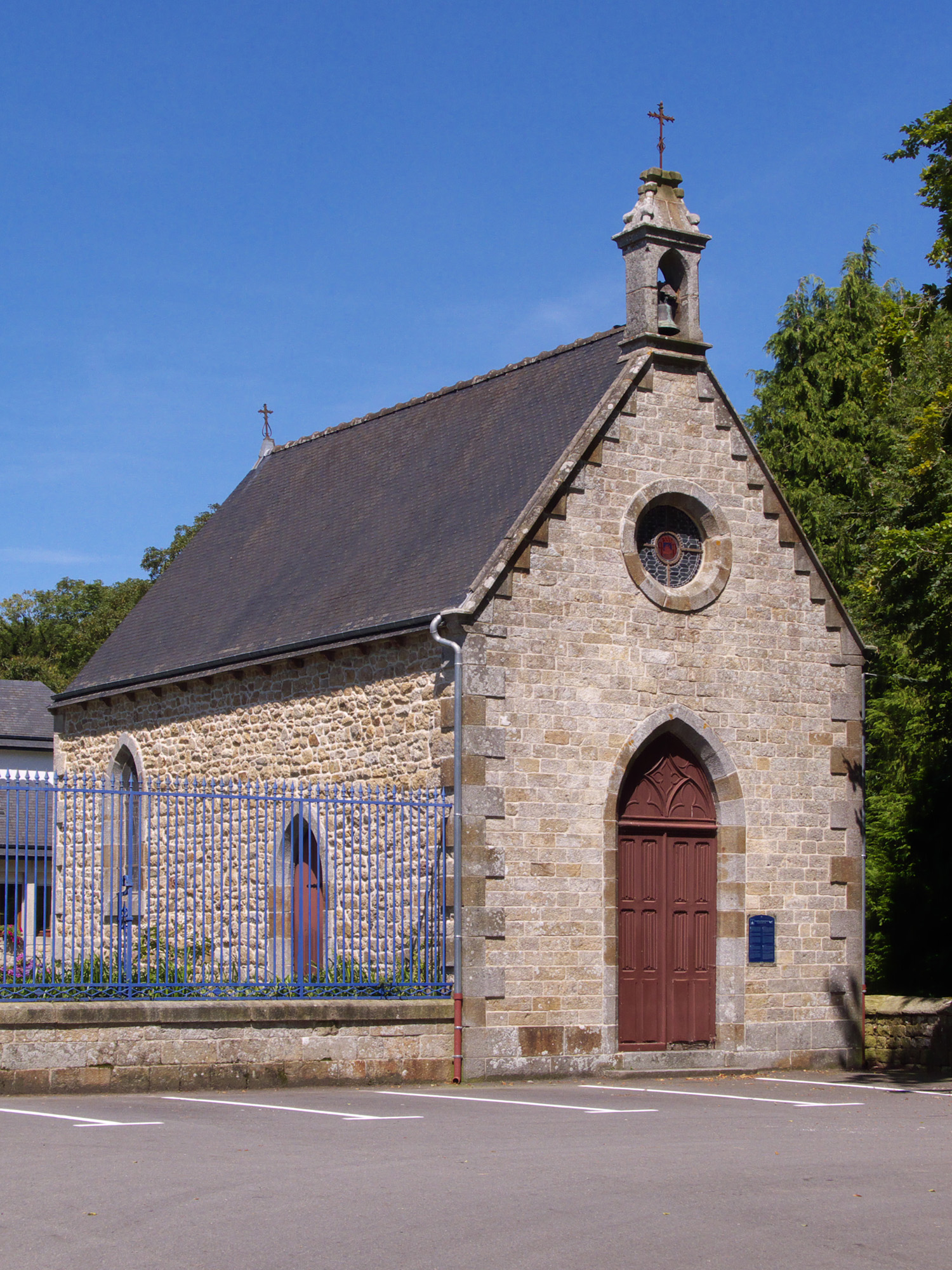
Kapelle Saint-Loup
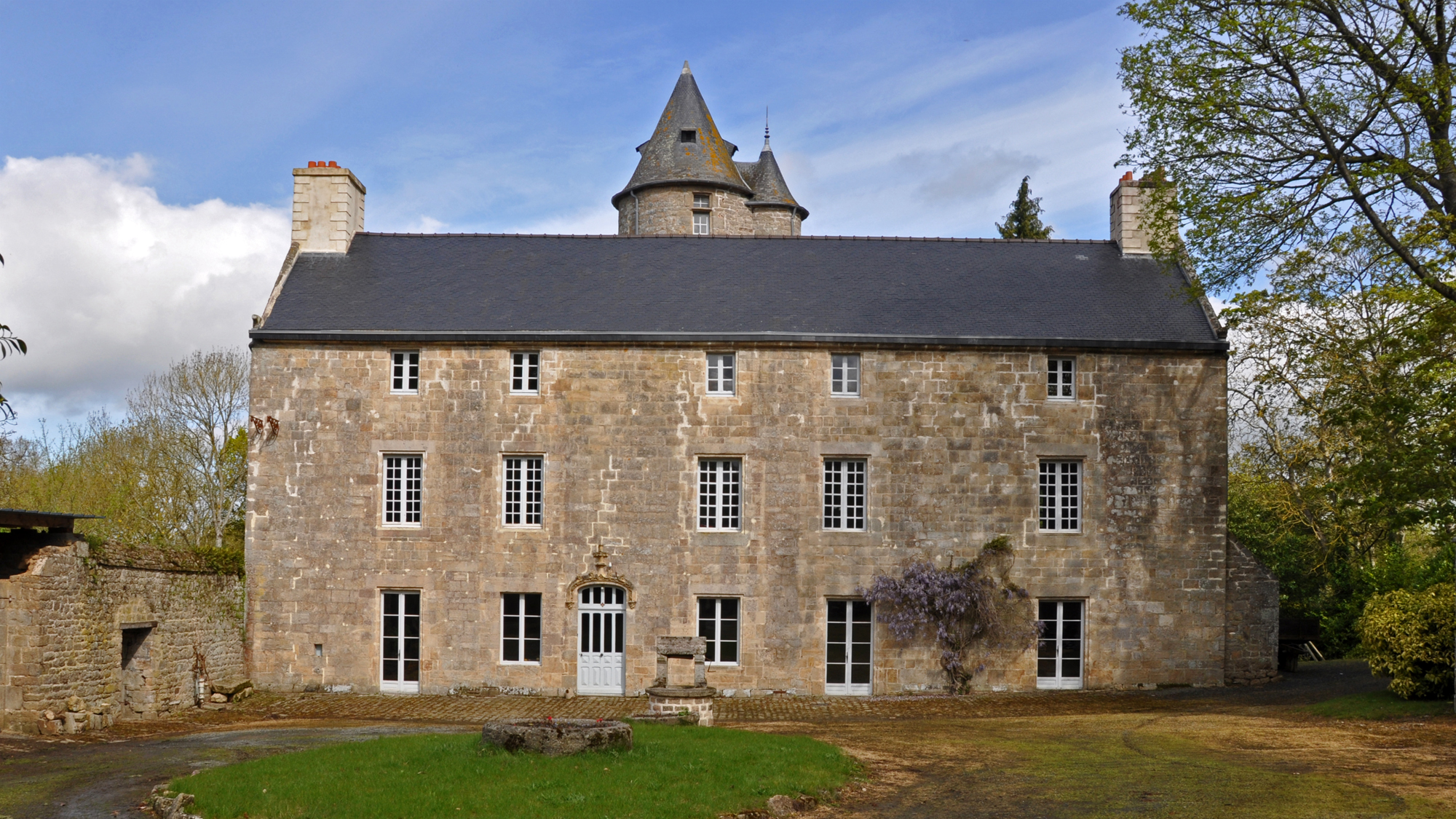
Schloss Runevarec
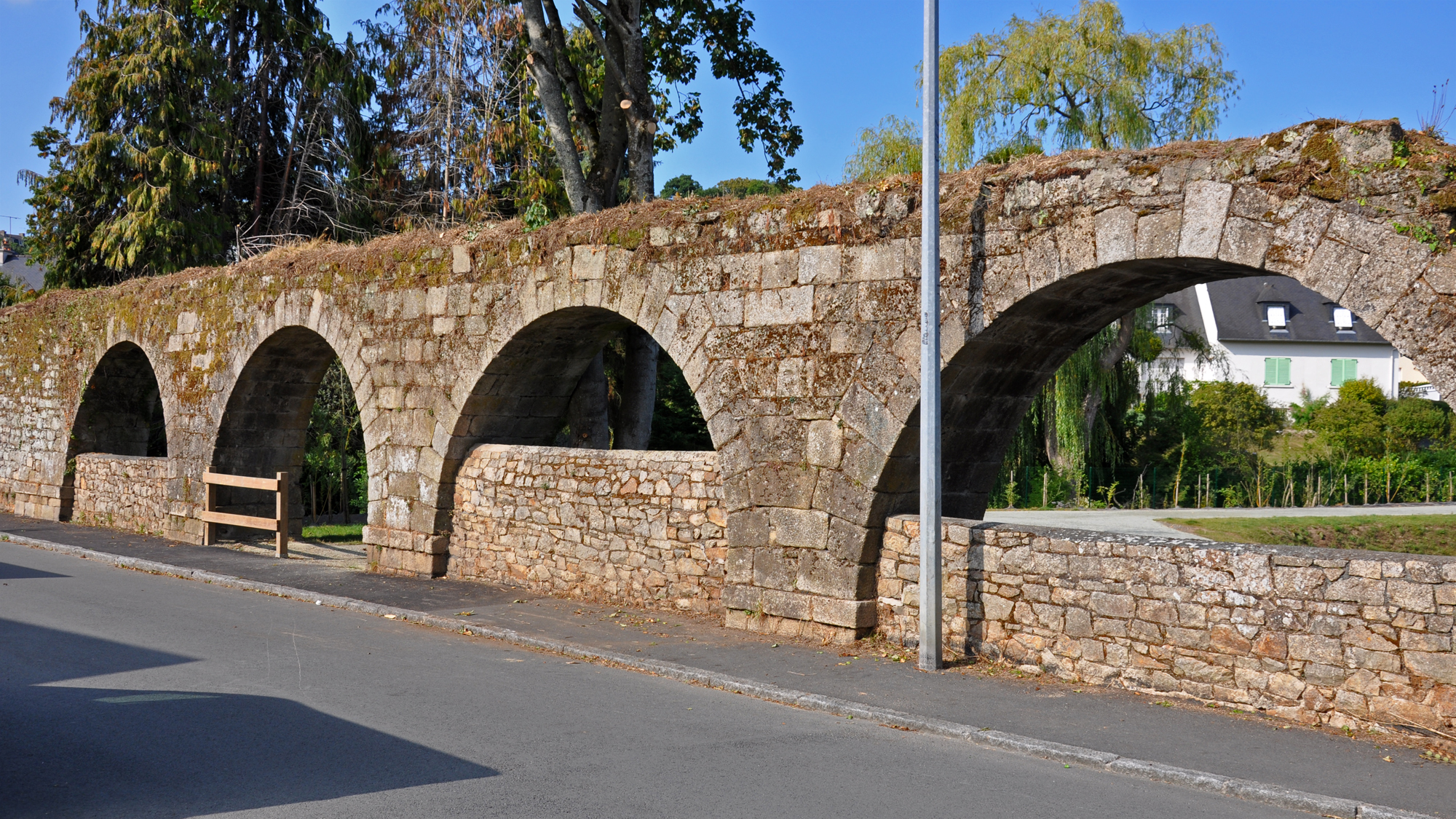
Aquädukt von Guingamp
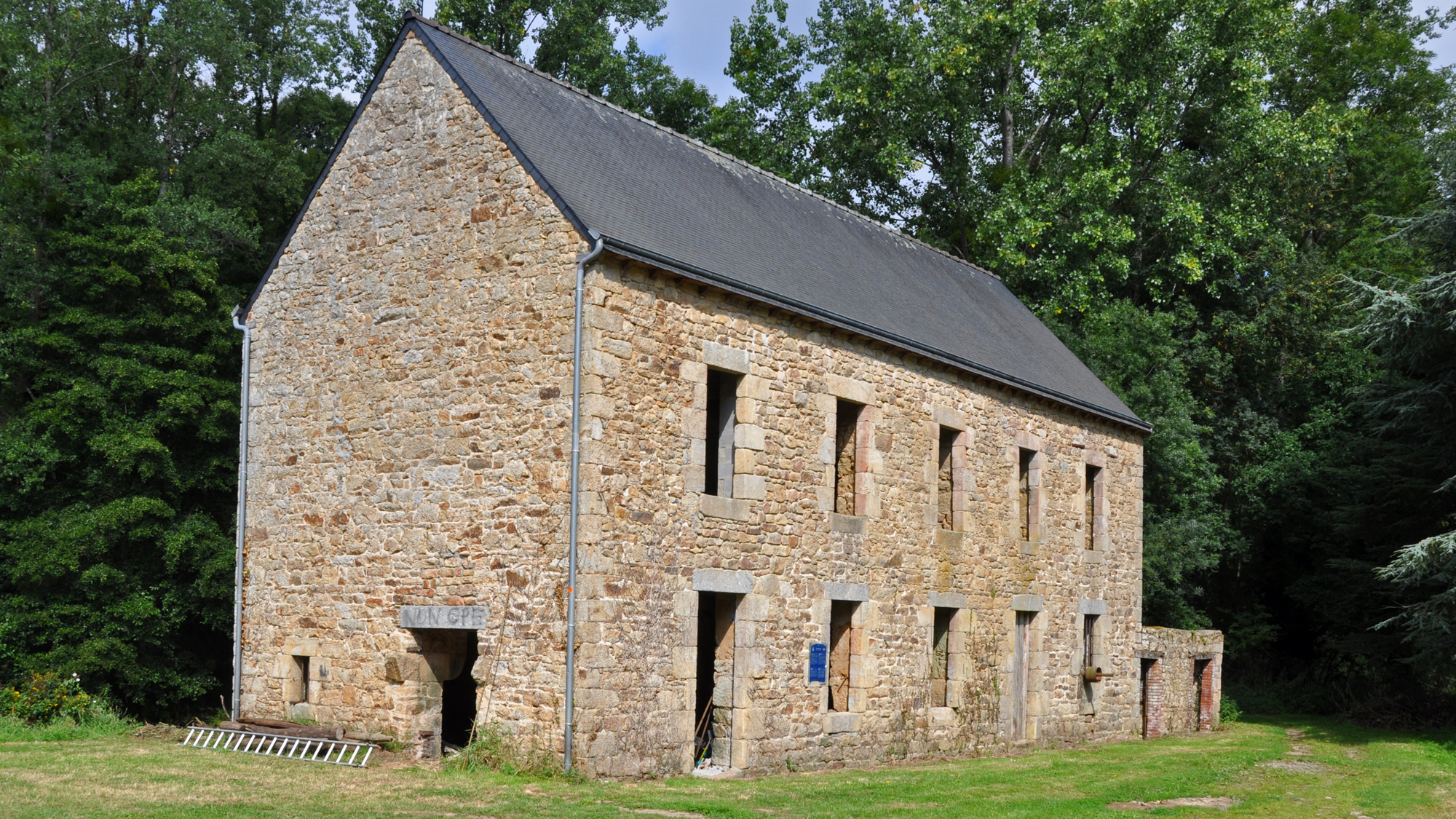
Alte Wassermühle von Kerhré am Trieux
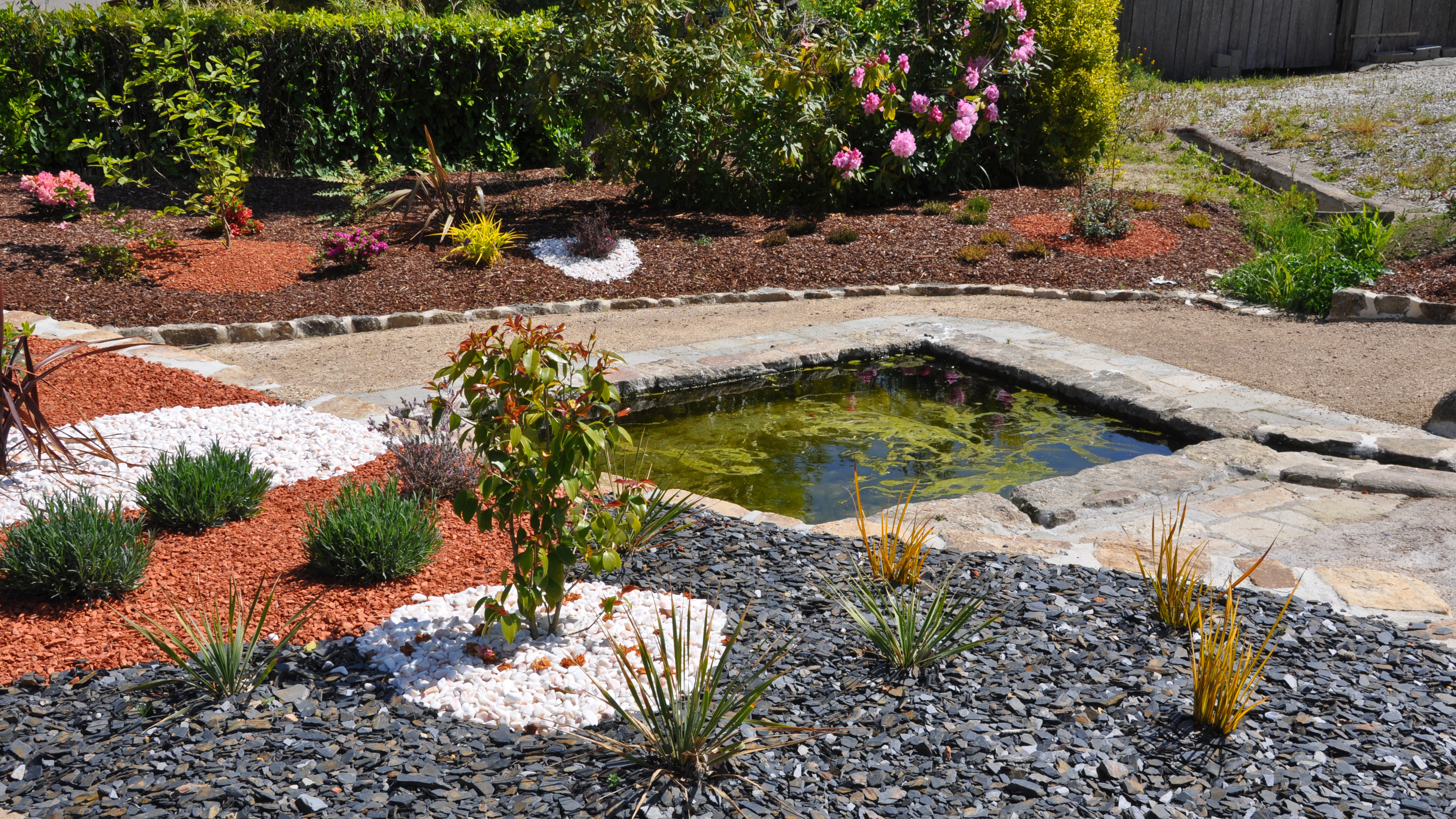
Reste des ehemaligen Waschhauses (Lavoir)

## Sport
Seit 2016 beherbergt die Gemeinde das Nachwuchs- und Trainingszentrum namens „Akademi“ des Profi-Fußballvereins En Avant Guingamp.

## Persönlichkeiten
- Polig Monjarret (1920–2003), Musiker und Kunstsammler
- Cyril Gautier (* 1987), Radrennfahrer
- Robin Le Normand (* 1996), Fußballspieler

## Nachweise
1. ↑  Guingamp spielte 2019 in der ‚Akademi‘ 29. Mai 2018 (footofeminin.fr).